# دان غولدشتاين
دان غولدستاين (بالعبرية: דני גולדשטיין‏) هو شخصية أعمال ورائد أعمال روماني وإسرائيلي، ولد في 19 يونيو 1954 في بوخارست في رومانيا.